# Arkieten
De Arkieten waren volgens de Hebreeuwse Bijbel afstammelingen van Arkiet (Hebreeuws: יקרע), de zoon van Kanaän, kleinzoon van Cham (Genesis 10:17; 1 Kronieken 1:15). De Arkieten vestigden zich langs de kust van de Middellandse Zee, ten Westen van het Libanongebergte.
Husai, een van de raadsmannen van koning David, was een Arkiet (1 Kronieken 27:33).